# Lista uczestników Giro d’Italia 2015
Lista uczestników Giro d’Italia 2015
W wyścigu bierze udział 17 drużyn UCI World Tour oraz 5 zaproszone drużyny UCI Professional Continental. Zawodnicy noszą numery od 1 do 219. W każdej drużynie jest 9 zawodników, więc pierwsza drużyna otrzymała numery od 1 do 9, druga od 11 do 19, trzecia od 21 do 29, itd. Wyjątkiem jest drużyna Lotto Soudal, która nosi numery od 100 do 107 oraz 109. Dzieje się tak, ponieważ organizatorzy postanowili już nigdy nie używać numeru 108, z którym podczas Giro d’Italia 2011 jechał, tragicznie wtedy zmarły, Wouter Weylandt.

## Legenda
| Legenda        | Legenda                                    |
| -------------- | ------------------------------------------ |
| A pink jersey  | Zwycięzca klasyfikacji generalnej          |
| A red jersey   | Zwycięzca klasyfikacji punktowej           |
| A blue jersey  | Zwycięzca klasyfikacji górskiej            |
| A white jersey | Zwycięzca klasyfikacji młodzieżowej        |
| DNS            | Zawodnik nie wystartował do etapu          |
| DNF            | Zawodnik nie ukończył etapu                |
| DSQ            | Zawodnik został zdyskwalifikowany          |
| HD             | Zawodnik przekroczył limit czasu na etapie |

## Drużyny
| # | Kolarz             | Wiek | Poz.  |
| - | ------------------ | ---- | ----- |
| 1 | Domenico Pozzovivo | 32   | DNF-3 |
| 2 | Julien Bérard      | 27   | 105.  |
| 3 | Carlos Betancur    | 25   | 20.   |
| 4 | Axel Domont*       | 24   | 75.   |
| 5 | Hubert Dupont      | 34   | 42.   |
| 6 | Patrick Gretsch    | 28   | 94.   |
| 7 | Hugo Houle*        | 24   | 113.  |
| 8 | Matteo Montaguti   | 31   | 54.   |
| 9 | Rinaldo Nocentini  | 37   | 73.   |

| #  | Kolarz               | Wiek | Poz.   |
| -- | -------------------- | ---- | ------ |
| 11 | Franco Pellizotti    | 37   | 24.    |
| 12 | Davide Appollonio    | 25   | 123.   |
| 13 | Marco Bandiera       | 30   | 155.   |
| 14 | Tiziano Dall'Antonia | 31   | HD-5   |
| 15 | Marco Frapporti      | 30   | 98.    |
| 16 | Oscar Gatto          | 30   | DNS-15 |
| 17 | Simone Stortoni      | 29   | 50.    |
| 18 | Siergiej Twecow      | 26   | 139.   |
| 19 | Gianfranco Zilioli*  | 25   | 71.    |

| #  | Kolarz            | Wiek | Poz. |
| -- | ----------------- | ---- | ---- |
| 21 | Fabio Aru*        | 24   | 2.   |
| 22 | Dario Cataldo     | 30   | 25.  |
| 23 | Tanel Kangert     | 28   | 13.  |
| 24 | Mikel Landa       | 25   | 3.   |
| 25 | Davide Malacarne  | 26   | 85.  |
| 26 | Diego Rosa        | 27   | 23.  |
| 27 | Luis León Sánchez | 31   | 35.  |
| 28 | Paolo Tiralongo   | 37   | 19.  |
| 29 | Andriej Zejc      | 28   | 59.  |

| #  | Kolarz                      | Wiek | Poz.   |
| -- | --------------------------- | ---- | ------ |
| 31 | Francesco Manuel Bongiorno* | 24   | 60.    |
| 32 | Enrico Barbin*              | 25   | DNF-17 |
| 33 | Enrico Battaglin            | 25   | DNF-19 |
| 34 | Nicola Boem                 | 25   | 159.   |
| 35 | Luca Chirico*               | 22   | 88.    |
| 36 | Sonny Colbrelli*            | 24   | 100.   |
| 37 | Stefano Pirazzi             | 28   | 22.    |
| 38 | Nicola Ruffoni*             | 24   | DNF-15 |
| 39 | Edoardo Zardini             | 25   | 82.    |

| #  | Kolarz           | Wiek | Poz.   |
| -- | ---------------- | ---- | ------ |
| 41 | Philippe Gilbert | 32   | 39.    |
| 42 | Darwin Atapuma   | 27   | 16.    |
| 43 | Brent Bookwalter | 31   | 66.    |
| 44 | Marcus Burghardt | 31   | 70.    |
| 45 | Damiano Caruso   | 27   | 8.     |
| 46 | Silvan Dillier*  | 24   | 52.    |
| 47 | Stefan Küng*     | 21   | DNF-12 |
| 48 | Amaël Moinard    | 33   | 15.    |
| 49 | Rick Zabel*      | 21   | 142.   |

| #  | Kolarz              | Wiek | Poz.   |
| -- | ------------------- | ---- | ------ |
| 51 | Maciej Paterski     | 28   | 79.    |
| 52 | Grega Bole          | 29   | 61.    |
| 53 | Jarosław Marycz     | 28   | DNF-12 |
| 54 | Bartłomiej Matysiak | 30   | 140.   |
| 55 | Nikołaj Michajłow   | 27   | 129.   |
| 56 | Łukasz Owsian*      | 25   | 118.   |
| 57 | Marek Rutkiewicz    | 34   | 81.    |
| 58 | Branisłau Samojłau  | 29   | 48.    |
| 59 | Sylwester Szmyd     | 37   | 45.    |

| #  | Kolarz           | Wiek | Poz.   |
| -- | ---------------- | ---- | ------ |
| 61 | Rigoberto Urán   | 28   | 14.    |
| 62 | Tom Boonen       | 34   | DNS-14 |
| 63 | Maxime Bouet     | 28   | 47.    |
| 64 | Gianni Meersman  | 29   | DNF-4  |
| 65 | David de la Cruz | 26   | 34.    |
| 66 | Iljo Keisse      | 32   | 145.   |
| 67 | Fabio Sabatini   | 30   | 110.   |
| 68 | Pieter Serry     | 26   | DNF-2  |
| 69 | Petr Vakoč*      | 22   | 116.   |

| #  | Kolarz            | Wiek | Poz. |
| -- | ----------------- | ---- | ---- |
| 71 | Alexandre Geniez  | 27   | 9.   |
| 72 | Arnaud Courteille | 26   | 124. |
| 73 | Kenny Elissonde*  | 23   | 46.  |
| 74 | Murilo Fischer    | 35   | 130. |
| 75 | Francis Mourey    | 34   | 43.  |
| 76 | Cédric Pineau     | 30   | 121. |
| 77 | Kévin Reza        | 26   | 103. |
| 78 | Anthony Roux      | 28   | 87.  |
| 79 | Jussi Veikkanen   | 34   | 147. |

| #  | Kolarz                | Wiek | Poz.   |
| -- | --------------------- | ---- | ------ |
| 81 | Sylvain Chavanel      | 35   | 36.    |
| 82 | Clément Chevrier*     | 22   | 69.    |
| 83 | Stef Clement          | 32   | DNF-15 |
| 84 | Heinrich Haussler     | 31   | 107.   |
| 85 | Roger Kluge           | 29   | 162.   |
| 86 | Matteo Pelucchi       | 26   | DNF-10 |
| 87 | Jérôme Pineau         | 35   | DNF-18 |
| 88 | Sébastien Reichenbach | 25   | DNF-16 |
| 89 | Aleksejs Saramotins   | 33   | 161.   |

| #  | Kolarz              | Wiek | Poz.   |
| -- | ------------------- | ---- | ------ |
| 91 | Diego Ulissi        | 25   | 64.    |
| 92 | Roberto Ferrari     | 32   | 133.   |
| 93 | Tsgabu Grmay*       | 23   | 91.    |
| 94 | Sacha Modolo        | 27   | 126.   |
| 95 | Manuele Mori        | 34   | 80.    |
| 96 | Przemysław Niemiec  | 35   | 40.    |
| 97 | Jan Polanc*         | 23   | 53.    |
| 98 | Maximiliano Richeze | 32   | 127.   |
| 99 | Xu Gang             | 31   | DNF-16 |

| #   | Kolarz                | Wiek | Poz.   |
| --- | --------------------- | ---- | ------ |
| 100 | Jurgen Van den Broeck | 32   | 12.    |
| 101 | Sander Armée          | 29   | 65.    |
| 102 | Lars Bak              | 35   | 90.    |
| 103 | Stig Broeckx*         | 24   | DNF-18 |
| 104 | André Greipel         | 32   | DNS-14 |
| 105 | Adam Hansen           | 33   | 77.    |
| 106 | Greg Henderson        | 38   | DNS-14 |
| 107 | Maxime Monfort        | 32   | 11.    |
| 109 | Louis Vervaeke*       | 21   | DNF-16 |

| #   | Kolarz            | Wiek | Poz.   |
| --- | ----------------- | ---- | ------ |
| 111 | Beñat Intxausti   | 29   | 29.    |
| 112 | Andrey Amador     | 28   | 4.     |
| 113 | Igor Antón        | 32   | 38.    |
| 114 | Rubén Fernández*  | 24   | 62.    |
| 115 | Jesús Herrada*    | 24   | 74.    |
| 116 | Ion Izagirre      | 26   | 27.    |
| 117 | Juan José Lobato  | 26   | DNF-18 |
| 118 | Dayer Quintana*   | 22   | 93.    |
| 119 | Giovanni Visconti | 32   | 18.    |

| #   | Kolarz                | Wiek | Poz.   |
| --- | --------------------- | ---- | ------ |
| 121 | Damiano Cunego        | 33   | DNF-18 |
| 122 | Giacomo Berlato*      | 23   | 101.   |
| 123 | Alessandro Bisolti    | 30   | 49.    |
| 124 | Daniele Colli         | 33   | DNF-6  |
| 125 | Pierpaolo De Negri    | 28   | 108.   |
| 126 | Eduard-Michael Grosu* | 22   | 150.   |
| 127 | Manabu Ishibashi*     | 22   | DNF-9  |
| 128 | Alessandro Malaguti   | 27   | 154.   |
| 129 | Riccardo Stacchiotti* | 22   | 152.   |

| #   | Kolarz            | Wiek | Poz.   |
| --- | ----------------- | ---- | ------ |
| 131 | Michael Matthews* | 24   | DNS-14 |
| 132 | Sam Bewley        | 27   | 122.   |
| 133 | Esteban Chaves*   | 25   | 55.    |
| 134 | Simon Clarke      | 28   | 63.    |
| 135 | Luke Durbridge*   | 24   | 109.   |
| 136 | Simon Gerrans     | 34   | DNS-13 |
| 137 | Michael Hepburn*  | 23   | 160.   |
| 138 | Brett Lancaster   | 35   | 128.   |
| 139 | Pieter Weening    | 34   | 92.    |

| #   | Kolarz              | Wiek | Poz.   |
| --- | ------------------- | ---- | ------ |
| 141 | Manuel Belletti     | 29   | DNF-12 |
| 142 | Matteo Busato       | 27   | 106.   |
| 143 | Elia Favilli        | 26   | 104.   |
| 144 | Mauro Finetto       | 29   | 57.    |
| 145 | Ramón Carretero*    | 24   | DNF-2  |
| 146 | Francesco Gavazzi   | 30   | 58.    |
| 147 | Yonathan Monsalve   | 25   | 30.    |
| 148 | Alessandro Petacchi | 41   | DNF-20 |
| 149 | Eugert Zhupa*       | 25   | 157.   |

| #   | Kolarz            | Wiek | Poz.   |
| --- | ----------------- | ---- | ------ |
| 151 | Ryder Hesjedal    | 34   | 5.     |
| 152 | Janier Acevedo    | 29   | 120.   |
| 153 | Nate Brown        | 23   | 67.    |
| 154 | André Cardoso     | 30   | 21.    |
| 155 | Tom Danielson     | 37   | DNF-15 |
| 156 | Davide Formolo*   | 22   | 31.    |
| 157 | Alan Marangoni    | 30   | 131.   |
| 158 | Tom-Jelte Slagter | 25   | 76.    |
| 159 | Davide Villella*  | 23   | 78.    |

| #   | Kolarz             | Wiek | Poz. |
| --- | ------------------ | ---- | ---- |
| 161 | Luka Mezgec        | 26   | 138. |
| 162 | Nikias Arndt*      | 23   | 148. |
| 163 | Bert De Backer     | 31   | 158. |
| 164 | Caleb Fairly       | 28   | 134. |
| 165 | Simon Geschke      | 29   | 89.  |
| 166 | Chad Haga          | 26   | 99.  |
| 167 | Ji Cheng           | 27   | 156. |
| 168 | Tobias Ludvigsson* | 24   | 83.  |
| 169 | Tom Stamsnijder    | 29   | 153. |

| #   | Kolarz               | Wiek | Poz.  |
| --- | -------------------- | ---- | ----- |
| 171 | Luca Paolini         | 38   | 111.  |
| 172 | Maksim Bielkow       | 30   | 102.  |
| 173 | Siergiej Czerniecki* | 25   | 114.  |
| 174 | Sergey Lagutin       | 34   | 72.   |
| 175 | Aleksander Porsiew   | 29   | 132.  |
| 176 | Pawel Koczetkow      | 29   | 37.   |
| 177 | Jurij Trofimow       | 31   | 10.   |
| 178 | Anton Worobiew*      | 24   | DNS-3 |
| 179 | Ilnur Zakarin        | 25   | 44.   |

| #   | Kolarz              | Wiek | Poz.  |
| --- | ------------------- | ---- | ----- |
| 181 | Steven Kruijswijk   | 27   | 7.    |
| 182 | George Bennett*     | 25   | DNS-1 |
| 183 | Rick Flens          | 32   | 144.  |
| 184 | Moreno Hofland*     | 23   | 136.  |
| 185 | Martijn Keizer      | 27   | 56.   |
| 186 | Bert-Jan Lindeman   | 25   | 95.   |
| 187 | Maarten Tjallingii  | 37   | 119.  |
| 188 | Nick van der Lijke* | 23   | 86.   |
| 189 | Robert Wagner       | 32   | DNF-4 |

| #   | Kolarz            | Wiek | Poz.   |
| --- | ----------------- | ---- | ------ |
| 191 | Richie Porte      | 30   | DNS-16 |
| 192 | Bernhard Eisel    | 34   | 143.   |
| 193 | Sebastián Henao*  | 21   | 41.    |
| 194 | Wasil Kiryjenka   | 33   | 84.    |
| 195 | Leopold König     | 27   | 6.     |
| 196 | Mikel Nieve       | 30   | 17.    |
| 197 | Salvatore Puccio  | 25   | 68.    |
| 198 | Kanstancin Siucou | 32   | 26.    |
| 199 | Elia Viviani      | 26   | 125.   |

| #   | Kolarz                  | Wiek | Poz. |
| --- | ----------------------- | ---- | ---- |
| 201 | Alberto Contador        | 32   | 1.   |
| 202 | Ivan Basso              | 37   | 51.  |
| 203 | Manuele Boaro           | 28   | 96.  |
| 204 | Christopher Juul-Jensen | 25   | 135. |
| 205 | Roman Kreuziger         | 29   | 28.  |
| 206 | Sérgio Paulinho         | 35   | 97.  |
| 207 | Michael Rogers          | 35   | 33.  |
| 208 | Iwan Rowny              | 27   | 115. |
| 209 | Matteo Tosatto          | 40   | 112. |

| #   | Kolarz             | Wiek | Poz.   |
| --- | ------------------ | ---- | ------ |
| 211 | Giacomo Nizzolo    | 26   | 137.   |
| 212 | Eugenio Alafaci*   | 24   | 141.   |
| 213 | Fumiyuki Beppu     | 32   | 117.   |
| 214 | Marco Coledan      | 26   | 163.   |
| 215 | Fabio Felline*     | 25   | 32.    |
| 216 | Fábio Silvestre*   | 25   | 149.   |
| 217 | Boy van Poppel     | 27   | 146.   |
| 218 | Kristof Vandewalle | 30   | DNS-15 |
| 219 | Calvin Watson*     | 22   | 151.   |

## Kraje reprezentowane przez kolarzy
| Państwo           | Liczba kolarzy | Liczba kolarzy, którzy ukończyli etapy | Wygrane etapy |
| ----------------- | -------------- | -------------------------------------- | --- |
| Albania           | 1              | 1                                      | |
| Argentyna         | 1              | 1                                      | |
| Australia         | 11             | 8                                      | 1 (Michael Matthews) |
| Austria           | 1              | 1                                      | |
| Belgia            | 12             | 6                                      | 3 (Philippe Gilbert x2, Iljo Keisse x1)                                                                                    |
| Białoruś          | 3              | 3                                      | 1 (Wasil Kiryjenka) |
| Brazylia          | 1              | 1                                      | |
| Bułgaria          | 1              | 1                                      | |
| Chiny             | 2              | 1                                      | |
| Czechy            | 3              | 3                                      | |
| Dania             | 2              | 2                                      | |
| Estonia           | 1              | 1                                      | |
| Etiopia           | 1              | 1                                      | |
| Finlandia         | 1              | 1                                      | |
| Francja           | 15             | 14                                     | |
| Hiszpania         | 11             | 10                                     | 3 (Mikel Landa x2, Beñat Intxausti x1)                                                                                     |
| Holandia          | 12             | 11                                     | |
| Japonia           | 2              | 1                                      | |
| Kanada            | 2              | 2                                      | |
| Kazachstan        | 1              | 1                                      | |
| Kolumbia          | 7              | 7                                      | |
| Kostaryka         | 1              | 1                                      | |
| Łotwa             | 1              | 1                                      | |
| Niemcy            | 8              | 6                                      | 1 (André Greipel) |
| Nowa Zelandia     | 3              | 1                                      | |
| Panama            | 1              | 0                                      | |
| Polska            | 7              | 6                                      | |
| Portugalia        | 3              | 3                                      | |
| Rosja             | 9              | 8                                      | 1 (Ilnur Zakarin) |
| Rumunia           | 2              | 2                                      | |
| Słowenia          | 3              | 3                                      | 1 (Jan Polanc) |
| Stany Zjednoczone | 5              | 4                                      | |
| Szwajcaria        | 3              | 1                                      | |
| Szwecja           | 1              | 1                                      | |
| Wenezuela         | 1              | 1                                      | |
| Włochy            | 59             | 48                                     | 9 (Fabio Aru x2, Sacha Modolo x2, Nicola Boem x1, Davide Formolo x1, Paolo Tiralongo x1, Diego Ulissi x1, Elia Viviani x1) |
| RAZEM             | 198            | 163                                    | |